# Classe Fatahillah
La classe Fatahillah è una classe di fregate, composta da tre unità costruite nei cantieri della ditta olandese Wilton-Fijenoord di Schiedam per conto della Marina militare indonesiana; le tre unità (Fatahillah, Malahayati e Nala) sono entrate in servizio tra il 1979 e il 1980.

## Caratteristiche
Queste fregate leggere sono state le prime unità importanti costruite appositamente per la Marina Indonesiana dopo che essa, nel corso degli anni, aveva immesso in servizio numerose unità navali di costruzione sovietica; queste navi sono state pensate per prestare servizio tra le isole dell'arcipelago indonesiano, se necessario sostenendo combattimenti di media intensità in situazioni in cui la minaccia aerea non sia eccessiva.
Le Fatahillah sono navi piccole, con un dislocamento a pieno carico di 1.450 tonnellate, ma ben equipaggiate con armamenti pesanti e con diversi sensori di ricerca e controllo. Lo scafo, lungo 83,85 metri, largo 11,1 metri e con un pescaggio di 3,3 metri, è costituito da una struttura compatta, con ponte di coperta continuo quasi senza cavallino di prua. L'apparato propulsivo è del tipo CODOG, con una turbina a gas R-R Olympus TM3B da 22.360 hp e due motori diesel MTU da 8.000 hp, per una velocità complessiva di 30 nodi. La dotazione di sensori vede una serie di apparati di progettazione olandese, come il radar di scoperta aerea e di superficie DA-05, il radar WM-28 per il controllo tiro e un sonar a scafo PHS-32; è presente un sistema completo di contromisure elettroniche SUSIE I, con due lancia-chaff Corvus e un sistema anti-siluro T Mk 6.
L'armamento è molto pesante per navi di simili dimensioni: il parco di artiglieria comprende un cannone da 120/46 mm in una torre a prua impiegabile sia nel tiro antiaereo che antinave e controcosta, uno o, sull'ultima unità della classe, due cannoni antiaerei da 40 mm a poppa e due mitragliere da 20 mm; per la lotta antinave è disponibile una batteria di missili Exocet con quattro ordigni per unità, mentre la difesa antiaerea è integrata da due lanciatori per missili terra-aria MBDA Mistral. Per la difesa contro i sottomarini sono disponibili due lanciasiluri tripli Mk 32 (non presenti sulla Nala) e un lanciarazzi ASW binato. La sola fregata Nala è stata poi dotata di una piattaforma di atterraggio e di un hangar ripiegabile a poppa dove può trovare posto un elicottero leggero MBB Bo 105.